# Elisa Zanette
Elisa Zanette (ur. 17 lutego 1996 w Vittorio Veneto) – włoska siatkarka, grająca na pozycji atakującej. 

## Sukcesy klubowe
Puchar Włoch:
- 2015

Liga włoska:
- 2021

## Sukcesy reprezentacyjne
Mistrzostwa Europy Kadetek:
- 2013

Mistrzostwa Świata Juniorek:
- 2015